# Elena Savoldi
Elena Savoldi (Brescia, 11 novembre 1972) è un'ex tennista italiana.

## Biografia
Divenuta professionista nel 1990, si è messa in luce l'anno dopo vincendo la medaglia d'argento in doppio ai Giochi del Mediterraneo.
Nel circuito ITF ha vinto in tutto 6 titoli.
Nel 1993 è stata capace di battere la più quotata olandese Miriam Oremans al Taranto Open.
Il suo anno migliore è stato il 1994, quando si è issata fino alla posizione numero 134 del ranking WTA in singolo e alla numero 129 in doppio. In quest'ultima specialità, lo stesso anno, ha disputato il suo unico Slam, Flushing Meadows, insieme a Susanna Attili, ma senza superare il primo turno.